# البرنامج الوطني لتقنية السيارات
البرنامج الوطني لتقنية السيارات هو برنامج وطني بحثي يتبع لمدينة الملك عبد العزيز للعلوم والتقنية في المملكة العربية السعودية في الرياض، يهدف البرنامج إلى نقل تقنية صناعة السيارات ومحركاتها لتطوير مكونات السيارة وتقديم الدعم الفني لقيام صناعة السيارات ومستلزماتها في المملكة العربية السعودية.

## اختصاص البرنامج
يختص البرنامج في عدة مهام هي:
- توفير وتجهيزالمرافق المتخصصة لتصميم اجزاء السيارة الخارجي والداخلي.
- توفير وتجهيزالمرافق المتخصصة لبناء السيارات واختبارها.
- تقديم الدعم الفني وخدمات الأختبار والفحص والتوثيق لدفع عجلة تطور الصناعة.
- الدخول في شراكة إستراتجية مع جهات متخصصة في التصميم والتطوير والتدريب.
- دراسة قدرات المصانع المزودة للأنظمة الخاصة بمكونات السيارات وتقديم الدعم الفني للرفع من مستوى قدراتهم.
- اعداد المقترحات والمتطلبات لإعادة تأهيل مصانع أجزاء السيارات لتتوافق مع المتطلبات الصناعية.
- تصميم نماذج واشكال متعددة للشكل الخارجي والداخلي للسيارة.
- اعداد دراسات الجدوى الاقتصادية للنماذج المبتكرة.
- تصنيع نماذج ثلاثية الأبعاد وتجسيم الأشكال لكامل مكونات السيارة.
- تكوين قاعدة معلومات خاصة بالسيلرات ومصنعيها.
- اقتراح البرامج لتطوير القوى البشرية بالبرنامج بالتدريب والابتعاث.
- تطوير إجراءات وأساليب العمل بالبرنامج بالتنسيق مع إدارة التطوير الإداري.
- اقتراح تنظيم الأنشطة العلمية والإدارية التي تدخل ضمن اختصاص البرنامج.
- المساهمة في نشر الوعي العلمي والتقني في المجتمع في مجال اختصاصات البرنامج.
- إعداد مشروع الميزانية السنوية للبرنامج.
- رفع تقارير دورية عن آداء البرنامج.

## أقسام البرنامج
يتكون البرنامج من ثمانية أقسام هي:
- قسم التشكيل والتصميم : يختص القسم في ابتكار الأشكال والتصاميم والأفكار المبدئية، وإنشاء رسومات الأشكال المبدئية بناء على الأفكار المقترحه، إنشاء رسومات ثلاثية الأبعاد يدوية باستخدام برامج التصميم بالحاسب الآلي، إنشاء مجسمات ثلاثية الأبعاد باستخدام برامج التصميم الهندسي بالحاسب الآلي، تجسيم الأشكال الداخلية والخارجية بنسب مقاسات مختلفة باستخدام أدوات ومعدات النحت والتجسيم والمسح الثلاثي الأبعاد، وإنشاء الرسومات الهندسية باستخدام برامج التصميم والرسم الهندسي، والتنسيق والمتابعة مع الأقسام الأخرى ذات الصلة لدراسة التصميم الداخلي والخارجي وتنفيذه هندسيا.
- قسم تصميم وبناء الهيكل : يختص القسم في وضع المواصفات الأولية لالسيارة، ووضع خطه لبناء أجزاء السيارة وأنظمتها وتوزيعها، والقيام بتصميم الأجزاء الخارجية والداخليه للسيارة، والاختبارات الأولية لميكانيكية التصميم للأجزاء الداخلية والخارجية، والتنسيق بين الاقسام الهندسية في تصميم الانظمه الميكانيكية والكهربائية وارتباطها مع الهيكل، والتنسيق بين الاقسام الهندسية في توزيع الانظمه الميكانيكية على الهيكل، وتجميع أجزاء السيارة بالكامل وتجهيزها للاختبارات المعمليه والميدانية.
- قسم هندسة السيارة : يختص القسم في دراسة واختبار ديناميكية الهواء لالمركبة، ومتابعة الخطط والبرامج للمشاريع، والتأكد من إضافة واختبار أنظمة السلامة في المركبة، والقيام بتصاميم أنظمة التبريد والتكييف الخاصة بالمركبة، أجراء وأختبار ضبط الضوضاء في المقصورة الداخلية، والتنسيق مع الأقسام الأخرى ذات الصلة في تطبيق المواصفات الهندسية خلال مراحل التصميم.
- قسم الكهرباء والإلكترونيات : يختص القسم في وضع المواصفات الأولية للأنظمة الكهربائية، ووضع خطة لدراسة وتصميم الأنظمة الكهربائية وبنائها، وعمل الحسابات الأولية للتأكد من كفاءة الأنظمة وإمكانية عملها، وتصميم الأنظمة الكهربائية مبدئياً وتطبيقها على البرامج المساعدة، ودراسة الأنظمة الكهربائية وتحليلها باستخدام الهندسة العكسية، وإجراء الاختبارات المعملية للأنظمة الكهربائية، والتنسيق مع الأقسام ذات الصلة لبناء الانظمه الكهربائية وتوزيعها في السيارة، وإجراء الاختبارات الميدانية للأنظمة الكهربائية في السيارة.
- قسم تصميم المحركات وأنظمة نقل الحركة : يختص القسم في تحديد المواصفات الأولية للمحرك ونظام نقل الحركة، واختيار الأنظمة المناسبة لمواصفات السيارة، وتنفيذ الخطط المعدة لبناء أنظمة المحرك وأنظمة نقل الحركة، والقيام بتصميم الأنظمة المتعلقة بالمحرك وفقا للظروف المناخية، وإجراء الدراسات والاختبارات المعملية للمحرك ونظام نقل الحركة، والتنسيق مع الأقسام الأخرى ذات الصلة في بناء الأنظمة وربطها بالهيكل، وإجراء الاختبارات الميدانية للأنظمة.
- قسم الإمداد والتسويق : يختص القسم في تقويم أداء الموردين في صناعة السيارات، وتجهيز وتطوير قاعدة معلومات بالمصنعين لأجزاء المركبة، التأكد من مطابقة المواصفات الهندسية للأجزاء الموردة، والتنسيق بين الأقسام ذات العلاقة بالمنتج، ومتابعة تنفيذ خطوات العمل في مراحل التصميم والتنفيذ، ودراسة جدوى المنتج.
- قسم الدرسات التحليلية الهندسية : يختص القسم في دراسة النماذج المصممة من الأقسام الهندسية الأخرى، واجراء التحاليل الهندسية باستخدام البرامج المعدة خصيصاً لتحليل النماذج، واقتراح التعديلات على النماذج المصممة، والتنسيق مع القسم الخاص بالتصميم والبناء فيما يخص النتائج النهائية لملائمة التصميم، والتنسيق بخصوص خطوات العمل في مراحل التصميم والتنفيذ، واستخدام البرامج الحاسوبية الخاصة بمحكاة الاصطدام للتأكد من سلامة المنتج.
- قسم التوازن الديناميكي : يختص القسم في اعداد الحسابات للأوزان والقوى الموثرة على النماذج المصممة من الأقسام الهندسية، واجراء التحاليل الهندسية باستخدام البرامج المعدة خصيصاً لتحليل النماذج، والتأكد من كفاءة أداء الأنظمة الخاصة بالسيطرة والتحكم، وحساب الأبعاد لكامل هيكل المركبة ونظمة التعليق حسب التصنيفات المحددة، والتنسيق بخصوص خطوات العمل في مراحل التصميم والتنفيذ، استخدام البرامج الحاسوبية الخاصة بمحكاة الطرق المختلفة وأجهزة التمثيل الحركي.